# Ciśnienie kierunkowe
Ciśnienie kierunkowe, stress – ciśnienie działające kierunkowo w płytkich strefach skorupy ziemskiej, wywołane przez ruchy górotwórcze. Jest to jeden z ważniejszych czynników metamorfizmu. Występuje głównie w strefach przeobrażeń Epi i Mezo. Powoduje m.in. sprasowanie składników skały.